# Mylabris lanigera
Mylabris lanigera es una especie de coleóptero de la familia Meloidae.

## Distribución geográfica
Habita en Angola.